# Masayuki Suzuki taste of martini tour 2013 〜Open Sesame〜
『Masayuki Suzuki taste of martini tour 2013 〜Open Sesame〜』（マサユキ スズキ テイスト オブ マティーニ ツアー 2013 オープン セサミ）は、2013年12月4日に発売された鈴木雅之のライブ・ビデオ。

## 解説
2013年5月リリースのアルバム『Open Sesame』を携えて、同年5月から7月にかけて行われた全国ツアーから、埼玉・大宮ソニックシティ公演の模様を収録。“Open Sesame”を合言葉に、未来へ向かうその扉を開けば、願いはきっと叶うはず…そんな想いをステージに込めた鈴木雅之の魅力を収めた映像作品。『Open Sesame』収録曲のほか、「違う、そうじゃない」「ガラス越しに消えた夏」「恋人」や、ラッツ&スターの楽曲「ランナウェイ」「め組のひと」など、全22曲のパフォーマンスを余すところなく収録。さらに、アルバムでコラボレートしたKREVA、佐藤善雄、a-bra:z（アブラーズ）の武内享と藤井尚之、LGMonkeesもシークレットゲストとして登場し、一夜限りのスペシャルなステージを披露。特典映像として“Non...Slip Talk!”も収録されている。
本作より、DVDに加えてBlu-ray Discも発売されることになった。

## 収録曲
| 全編曲: 小松秀行。 |                                                                                                |                                |                  |
| #                  | タイトル                                                                                       | 作詞                           | 作曲             |
| 1.                 | 「Opening 〜 僕らの奇跡〜Open Sesame〜 with KREVA」                                            | 鈴木雅之、KREVA (Rap lyric)    | 鈴木雅之         |
| 2.                 | 「Endless love, Eternal love」                                                                 | キヨサク                       | キヨサク         |
| 3.                 | 「道化師のソネット」                                                                           | さだまさし                     | さだまさし       |
| 4.                 | 「運命の人〜Anytime You Need Me」                                                              | 三浦徳子、Cameron              | 三井誠           |
| 5.                 | 「ヘイ・ポーラ」                                                                               | Ray Hildebrand                 | Ray Hildebrand   |
| 6.                 | 「Magic」                                                                                      | 藤林聖子                       | Daisuke“D.I”Imai |
| 7.                 | 「上を向いて歩こう」                                                                           | 永六輔                         | 中村八大         |
| 8.                 | 「愛し君へ」                                                                                   | 御徒町凧                       | 森山直太朗       |
| 9.                 | 「ガラス越しに消えた夏」                                                                       | 松本一起                       | 大澤誉志幸       |
| 10.                | 「別れの街」                                                                                   | 小田和正                       | 小田和正         |
| 11.                | 「違う、そうじゃない」                                                                         | 朝水彼方                       | 中崎英也         |
| 12.                | 「22時までのシンデレラ with LGMonkees」                                                        | LGMonkees                      | LGMonkees        |
| 13.                | 「キミの街にゆくよ」                                                                           | 佐藤竹善                       | 佐藤竹善         |
| 14.                | 「もう涙はいらない」                                                                           | 西尾佐栄子                     | 中崎英也         |
| 15.                | 「恋人」                                                                                       | 西尾佐栄子                     | 松尾清憲         |
| 16.                | 「恋はくじけず 〜You can't worry love〜 with 佐藤善雄, 武内享, 藤井尚之(a-bra:z)」(アンコール) | 吉田Q                          | 吉田Q            |
| 17.                | 「街角トワイライト with 佐藤善雄, 武内享, 藤井尚之(a-bra:z)」(アンコール)                      | 湯川れい子                     | 井上忠夫         |
| 18.                | 「め組のひと with 佐藤善雄」(アンコール)                                                       | 麻生麗二                       | 井上大輔         |
| 19.                | 「ランナウェイ with 佐藤善雄」(アンコール)                                                     | 湯川れい子                     | 井上忠夫         |
| 20.                | 「夢で逢えたら with 佐藤善雄」(アンコール)                                                     | 大瀧詠一                       | 大瀧詠一         |
| 21.                | 「十三夜」(アンコール)                                                                         | さだまさし、鈴木雅之（補作詞） | さだまさし       |
| 22.                | 「もう一度生まれ来るならば」(アンコール)                                                       | 鈴木雅之                       | 鈴木雅之         |
| 特典映像.          | 「“Non...Slip Talk!”」                                                                         |                                |                  |